# メダカナガカメムシ
メダカナガカメムシ Chauliops fallax はメダカナガカメムシ科に属するカメムシの1種。小型で複眼が突き出している。マメ科植物に付き、農業害虫にもなる。

## 特徴
体長約3mmの小型のカメムシで全体にセピア色をしている。頭部は小さいが、そこから複眼が横向きに突き出しており、その基部は柄状になっている。頭部は暗褐色で側面はほとんど黒く、複眼も黒い。頭部の先端は下に向く。触角は4節からなり、基部の第1節はとても太く、第2節は細くて最も長く、第4節は棍棒状にやや太くなっている。基部と先端である第1節と第4節はほぼ黒褐色で、間の第2、第3節は淡褐色。前胸背は盛り上がっており、前の縁近くに1対の横長の斑紋がある。小楯板は黒褐色。前翅の基部の革質部はやや色が薄いが、先端部近くには不規則な形の黒褐色の斑紋がある。先端側の膜質部は無色。腹部側面にある結合板は平たく突き出しており、各節の後半部は黒褐色となっている。体の下面はおおむね黒褐色で歩脚は汚黄色。

## 習性など
食草はマメ科植物でクズ、ハギ、ヤブマメ、ヌスビトハギなどの野草につくほか、ダイズ、アズキにつくこともある。
越冬態は成虫。

## 分布
日本では本州、四国、九州と、それに隠岐諸島、対馬、南西諸島に産し、国外では台湾、朝鮮半島、中国に分布がある。

## 分類など
本種の所属するメダカナガカメムシ属はアフリカから東洋区、東アジアにかけて約10種が知られているが、日本からは本種のみが知られている。同じ科のものとしてはもう1種、オオメダカナガカメムシ Malcus japonicus がある。この種は体長5.5mmと本種の2倍近い大きさで、宿主植物はクワであり、本種と見間違うようなものではない。

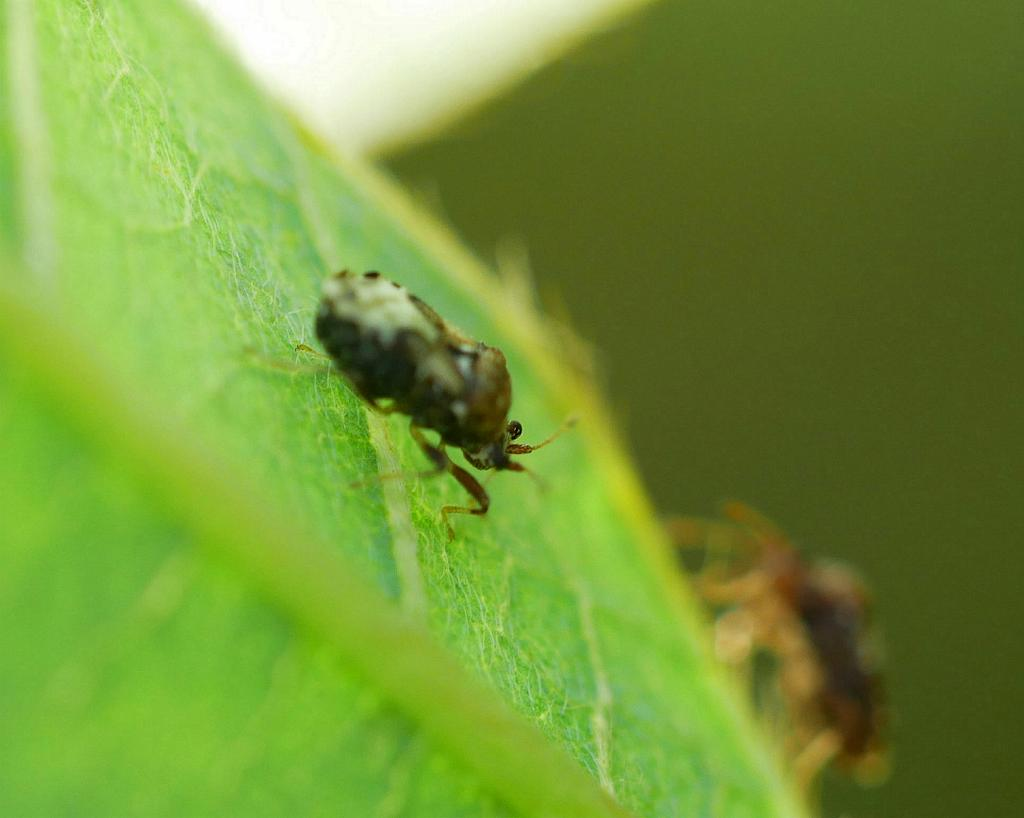
複眼が突き出ているのがわかる
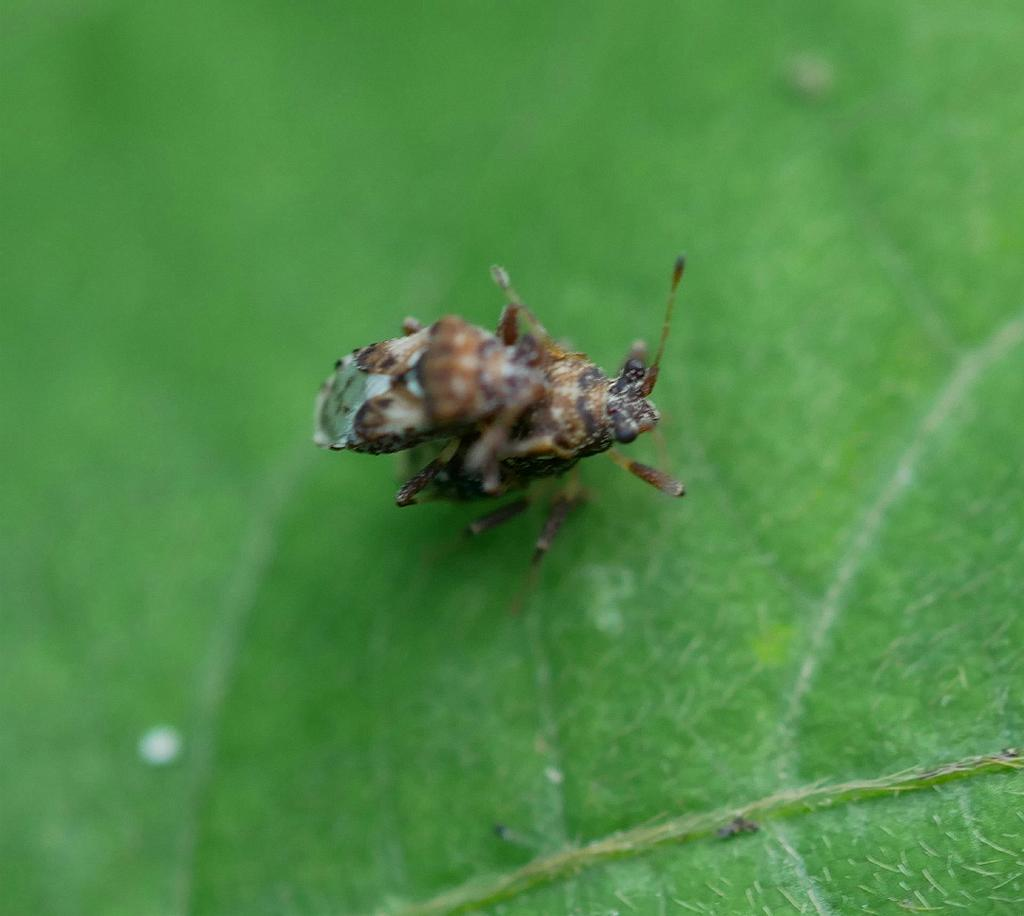
交尾中のもの

## 利害
ダイズやアズキなどを食害することがある。越冬成虫がクズなどで繁殖し、それが圃場に侵入してくるケースが多く、発生はクズなどの多い山間地域に多い。花や実につくことはなく、茎や葉柄、葉などから吸汁する。吸汁部は白い点となり、次第に斑紋に広がり、さらには褐色となって枯死に至る例もある。ただしよほどの高密度にならない限りは収穫の減などに結びつくことはないと考えられ、農業害虫としてはさほど重要なものではない。